# Militärskolan i Chorrillos

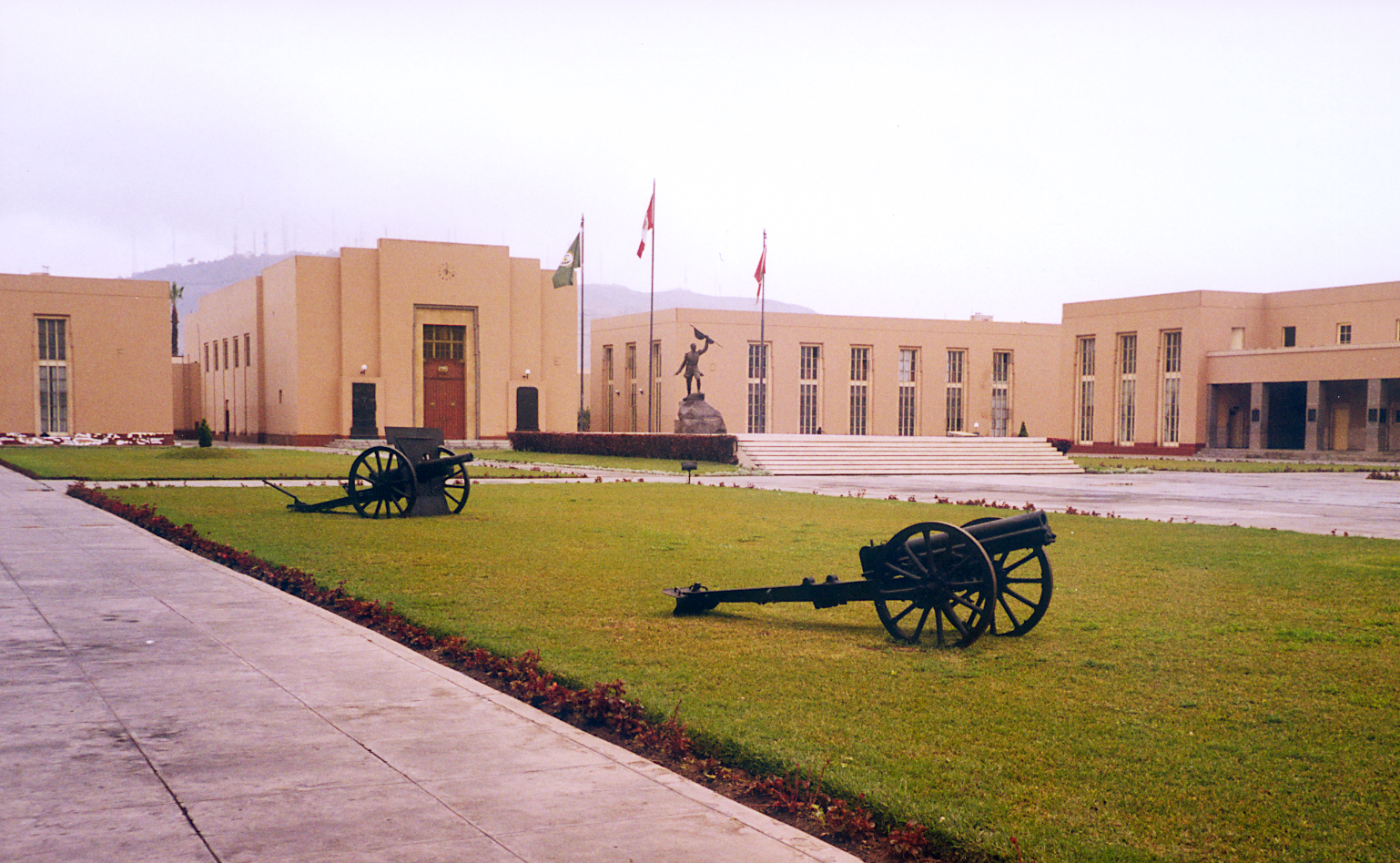
Skolbyggnaden.

Militärskolan i Chorrillos (spanska: Escuela Militar de Chorrillos) är centrum för högre militär utbildning, ansvarigt för utbildning och förberedelse av framtida officerare för peruanska armén. Skolan utexaminerar officerare med graden av fänrik. Den är belägen i Chorrillos, i staden Lima, Peru. 1945, invigdes skolan i anläggningarna för Centro de Instrucción Militar del Perú (senare omdöpt till Comando de Educación y Doctrina del Ejército), och kallades för "Officersskolan"" (Escuela de Oficiales) fram till 1951, då namnet ändrades till Escuela Militar de Chorrillos.
1996 godkände Perus kongress intagningen av peruanska kvinnor till de väpnade styrkornas officersutbildningsskolor. 1997 kom femtio kvinnor in på EMCH och sedan dess har kvinnor utan avbrott fortsatt att komma in på skolan och ta examen.
År 2010 ändrades namnet till Chorrillos Military School "Crl Francisco Bolognesi". Bolognesi deltog i Slaget vid Arica, där han stupade.

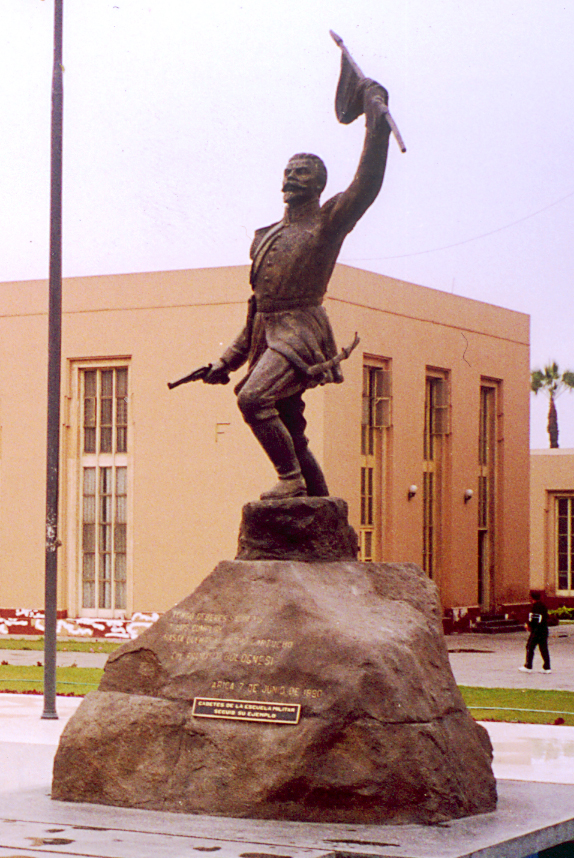
Överste Francisco Bolognesi är skyddspatron för skolan.